# الوافي
الوافي هو كتاب في أحاديث الشيعة الاثنا عشرية من تأليف محمد محسن بن مرتضى المشهور بلقب الفيض الكاشاني وهو من أعلام القرن الحادي عشر. جمع فيه أحاديث الكتب الأربعة وهي: (الكافي، ومن لا يحضره الفقيه، والتهذيب، والاستبصار) ولم يزد فيها شيئاً سوى الترتيب والتبويب، فقد ألفها حسب أبواب الفقه وشرح أحاديثها شرحاً وافياً. يحتوي الكتاب نحو خمسين ألف حديث.

## المؤلف
هو محمّد بن المرتضى بن محمود الكاشاني المشهور بلقب الفيض الكاشاني (1007 هـ - 1091 هـ). وهو من علماء الشيعة الإمامية، وقد كان محيطاً بكثير من العلوم. يقول العلّامة الطباطبائى عنه: «كان الفيض الكاشاني شخصية جامعة للعلوم قلّ نظيرها في العالم الاسلامي في جامعيته.»
ألّف عدّة مؤلّفات في التفسير والحديث والفقه والأخلاق، وقد بلغت مؤلفاته قرابة مائتي كتاب، منها، كتاب علم اليقين في أصول الدين، تشريح العالم، أنوار الحكمة، أصول العقائد، تفسير الصافي، تفسير الأصفى، تفسير المصفّى، الوافي، الشافي (منتخب من كتاب الوافي)، كتاب الحقائق في أسرار الدين.

## عن الكتاب
يقول الفيض الكاشاني في المقدمة ان ما دفعه إلى تأليف هذا الكتاب هو عدم وجود نظام واحد تامّ في جمع الأُصول والأحكام في الكتب الحديثية الأربعة، وذلك بسبب اختلاف أزمنة المصنّفين الثلاثة، واختلاف آرائهم وطريقة جمعهم الأحاديث. ولذلك قام بتصنيف كتاب الوافي وجمع فيه الروايات جمعاً منظّماً، وحذف المكرّر منها. وقد شرح الروايات الغامضة، من حيث معناها أو بعض مفرداتها اللغوية أو من جهات اُخرى والتي كانت بحاجة إلى شرح وبيان مختصر.
كما انه أرجع جميع الروايات التي جاءت في الكتب الأربعة إلى أسانيدها وعالج موارد القصور، لأن بعض هذه الكتب قد لخّصت أسانيدها واعتمد فيها على المشيخة.
وقد رتب فيض الكاشاني كتابه على مقدمة و14 كتاباً وخاتمة. ولكل كتاب مقدمة وخاتمة. و فهرس الأربعة عشر:
- العقل والجهل والتوحيد
- الحجة
- الإيمان والكفر
- الطهارة والزينة
- الصلاة والقرآن والدعاء
- الزكاة والخمس والميراث
- الصوم والاعتكاف والمعاهدات
- الحج والعمرة وزيارات المشاهد
- الأمر بالمعروف والنهي عن المنكر والقضاء والشهادات
- المعايش والمعاملات
- المطعم والمشرب والتجمل
- النكاح والطلاق والولادة
- الموت والإرث والوصية
- الروضة[6]

## الشروح والحواشي
وقد وضعت شروح وحواش عدة لهذا الكتاب، منها:
- شرح الوافي للسيد إبراهيم بن محمّد القمّي
- شرح الوافي للوحيد الآقا محمد باقر البهبهاني
- شرح الوافي للمحقق الشيخ محمد تقي بن عبد الرحيم الطهراني المتوفى سنة 1248 هـ.
- شرح الوافي للسيد محمد الجواد بن محمد الحسيني الأعرجي المتوفى سنة 1226 هـ، وهذا الشرح من تقرير بحث أستاذه بحر العلوم.[7]

- الحاشية على الوافي لحسن بن المولى عبد الرزاق اللّاهجي القمّي‌ المتوفى 1248 هـ.
- الحاشية على الوافي لعبد اللّه افندي بن عيسى صاحب رياض العلماء المتوفى 1131 هـ.
- الحاشية على الوافي للسيّد عبد اللّه نور الدين الجزائري.
- الحاشية على الوافي للمولى فضل اللّه بن محمّد شريف.
- الحاشية على الوافي للسيّد محسن بن الحسن المقدّس الأعرجي المتوفى 1227 هـ.[8]

## طبعاته
طبع الكتاب مرتين حجريا في طهران 1314 هـ و1323 هـ. ثم اعيد طبعه مع إضافة تعليقات العلامة الشعراني. وقد طبع حديثاً في 25 جزء في أصفهان مع تحقيقات و تعليقات.

## الوصلات الخارجية
- قراءة كتاب الوافي